# NGC 711
NGC 711 (również PGC 6940 lub UGC 1342) – galaktyka soczewkowata (S0), znajdująca się w gwiazdozbiorze Barana. Odkrył ją Édouard Jean-Marie Stephan 4 listopada 1881 roku.